# Província do Vale do Rifte

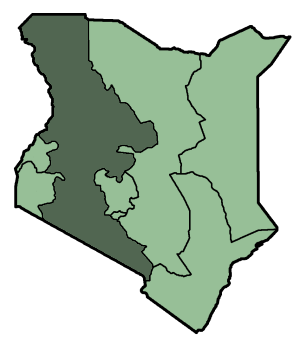
Localização da Província do Vale do Rift no Quénia

Vale do Rife (Mkoa wa Bonde la Ufa, em suaíli) é uma província do Quénia. Sua capital é Nakuru.

## Administração
A Província está dividida em dezoito distritos (wilaya):
| Distrito        | Capital       |
| --------------- | ------------- |
| Baringo         | Kabarnet      |
| Bomet           | Bomet         |
| Buret           | Litein        |
| Kajiado         | Kajiado       |
| Keiyo           | Iten/Tambach  |
| Kericho         | Kericho       |
| Koibatek        | Eldama Ravine |
| Laikipia        | Nanyuki       |
| Marakwet        | Kapsowar      |
| Nakuru          | Nakuru        |
| Nandi           | Kapsabet      |
| Narok           | Narok         |
| Pokot Ocidental | Kapenguria    |
| Samburu         | Maralal       |
| Trans-Mara      | Kilgoris      |
| Trans-Nzoia     | Kitale        |
| Turkana         | Lodwar        |
| Uasin Gishu     | Eldoret       |